# Bartosz Jurecki
Bartosz Jurecki, né le 31 janvier 1979 à Kościan, est un handballeur international polonais, évoluant au poste de pivot.
Son frère, Michał, est également vice-champion du monde en 2007 et a joué avec Bartosz au Chrobry Głogów.

## Palmarès

### En club
- vainqueur de la Coupe de l'EHF en 2007

### Sélection nationale
- Championnat du monde de handball : 
  -  médaillé d'argent au championnat du monde 2007 en Allemagne
  -  médaillé de bronze au championnat du monde 2009 en Croatie
  -  médaillé de bronze au championnat du monde 2015 au Qatar

### Distinctions personnelles
- Membre du All-Star Game de Bundesliga : 2010

## Honneurs
Après leur titre de vice-champion du monde obtenu en 2007, Bartosz Jurecki et ses coéquipiers reçoivent la Croix d'or du Mérite polonais (Krzyż Zasługi), le 5 février 2007, des mains de Lech Kaczyński, le président de la République de Pologne lors d'une cérémonie organisée au palais Koniecpolski.
En 2015, après 9 saisons au SC Magdebourg, il est le quatorzième joueur à être inscrit au Hall of Fame du club allemand.